# Jacques Vernier (athlétisme)
Pour les articles homonymes, voir Vernier et Jacques Vernier (homonymie).
Jacques Vernier, né le 21 juillet 1923 à Grand-Charmont et mort le 14 avril 2015 à Froges, est un athlète français spécialiste de la course de fond. Il a notamment détenu le record de France du 5 000 mètres. Il est le frère jumeau de l’athlète Jean Vernier.

## Palmarès
- Championnats de France d'athlétisme
  - 5 000 mètres : 1er en 1948
  - cross-country
    - 2e en 1949

- Participation aux Jeux olympiques d'été de 1948 (5 000 mètres)[2]

- Recordman de France du 5 000 mètres (deux fois battus)
  - 14 min 35 s 8 : 11 juillet 1948 à Colombes (championnats de France d'athlétisme 1948)
  - 14 min 20 s 6 : 29 août 1949	à Göteborg